# Hochspannungs-Gleichstrom-Übertragung

HGÜ-Leitungen in Europa (nicht verlaufsgetreu; Stand 2023)

Die Hochspannungs-Gleichstrom-Übertragung (HGÜ) ist ein Verfahren der elektrischen Energieübertragung mit hoher Gleichspannung.

## Technischer Hintergrund

Vergleich der Kosten (schematisch) in Abhängigkeit von der Leitungslänge

Elektrische Energie wird in Kraftwerken fast immer durch Synchron-Generatoren als Dreiphasenwechselstrom der Frequenz 50 Hz oder 60 Hz erzeugt. Die Übertragung großer Leistung (ab etwa 1 GW) über größere Entfernungen (ab 100 km) unter Nutzung ökonomischer und technisch handhabbarer Leitungsdurchmesser erzwingt hohe elektrische Spannungen von über 400 kV. Die Hochspannung wird hierzu mit sehr gutem Wirkungsgrad durch Leistungstransformatoren erzeugt, im Rahmen von Hochspannungs-Drehstrom-Übertragungen (HDÜ) transportiert und am Ende der Freileitungen in Umspannwerken auf niedrigere Spannungen (z. B. 110 kV bis 20 kV) heruntertransformiert.
Eine der Grundvoraussetzungen für diese Übertragung mit Wechselströmen ist jedoch, dass die Kapazität sowohl zwischen den Leitungen als auch zum Erdpotential ausreichend klein bleibt, um die Blindleistung gering zu halten. Bei Freileitungen wird dies durch entsprechende Abstände erreicht, bei Erd- oder Seekabeln erlaubt deren kapazitiver Belag jedoch keinen wirtschaftlichen Betrieb mit Wechselspannung bei Längen von mehr als einigen zehn Kilometern. In diesem Fall bringt die Übertragung mit Gleichstrom Vorteile, weil sich dort der Leitungsverlust alleine auf den ohmschen Widerstand des Wirkstroms beschränkt.
Die Probleme bei der Übertragung mit Gleichstrom sind die Erzeugung der hohen Gleichspannung und die Konvertierung zwischen Wechsel- und Gleichstrom. Die Umwandlung von Gleich- in Wechselstrom und umgekehrt kann elektromechanisch mit speziellen elektrischen Maschinen (Umformer) erfolgen oder elektronisch durch Stromrichter. Diese Konverterstationen sind die Ursache der hohen Gestehungskosten der HGÜ im Vergleich zur Wechselspannungsübertragung, die sich erst bei größeren Systemlängen amortisieren. Kostenparität zwischen der Hochspannungs-Drehstrom-Übertragung und der Hochspannungs-Gleichstrom-Übertragung liegt bei Kabelsystemen, zu denen auch Seekabel zählen, bei Leitungslängen von 40 km bis 70 km. Bei Freileitungen liegt die Entfernung, ab der die HGÜ wirtschaftlicher ist, bei über 600 km bis 800 km.
Zu den größten Herstellern von HGÜ-Anlagen zählen die Firmen Hitachi Energy (ehemals Asea Brown Boveri (ABB) Power Grids), GE Grid Solutions (Jointventure von General Electric und Alstom) und Siemens Energy.

## Anwendungen

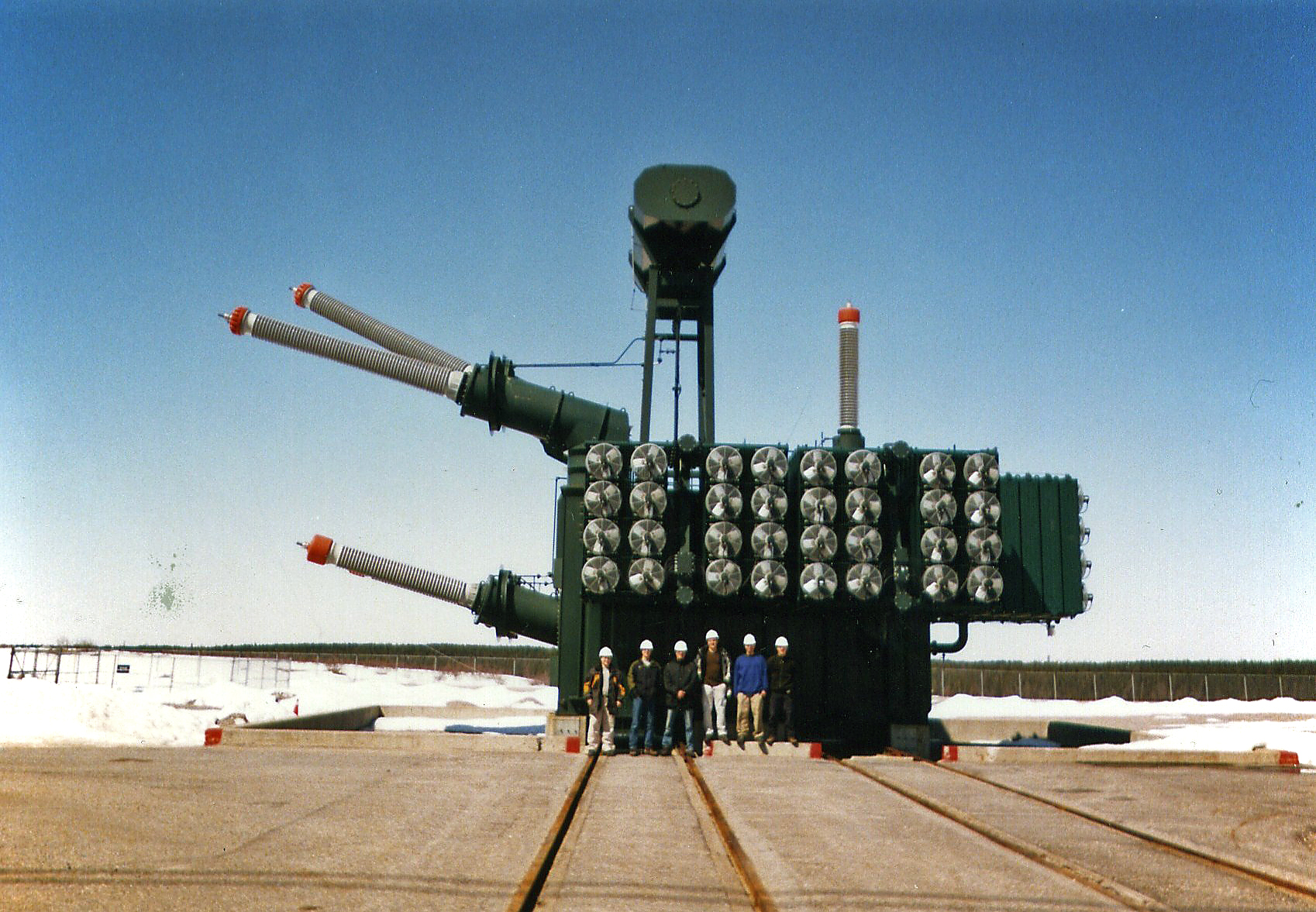
Stromrichtertransformator für eine Phase. Oben Ausgleichsgefäß für Kühlmittel. Links die langen Isolatoren der Anschlüsse auf der Gleichspannungsseite, nur diese reichen montiert durch die Wand in die Konverterhalle zu den Thyristortürmen. Der Transformatorkorpus samt Kühler befindet sich im Außenbereich. Rechts oben der Anschluss für die Freileitung.

Die Hochspannungs-Gleichstrom-Übertragung wird zur elektrischen Energieübertragung in verschiedenen und im Folgenden dargestellten Anwendungsbereichen eingesetzt. In der Liste der HGÜ-Anlagen findet sich eine tabellarische Auflistung verschiedener realisierter und geplanter Anlagen. Einen aktuellen Status aus dem Jahr 2019 bietet ein Bericht der ENTSOE.

### Gleichstromkurzkupplungen
Beträgt die Übertragungslänge des Gleichstroms nur wenige Meter und sind beide Stromrichter im selben Gebäude bzw. in unmittelbar benachbarten Gebäuden untergebracht, spricht man von einer HGÜ-Kurzkupplung (Gleichstromkurzkupplung, GKK, englisch Back to back converter). Diese Form, technisch ein Zwischenkreis, dient dem direkten elektrischen Energieaustausch zwischen Dreiphasenwechselstromnetzen, die zueinander nicht mit synchroner Netzfrequenz betrieben werden und unterschiedlichen Regelbereichen zugeordnet sind. Beispiele dafür sind die von 1993 bis 1995 in Deutschland betriebene GKK Etzenricht, in Kanada die Châteauguay-Gleichstromkurzkupplung der Hydro-Québec sowie die HGÜ-Kurzkupplung Wyborg in Russland für Einspeisung in das finnische Netz, die im Mai 2022 eingestellt wurde. Durch die Besonderheit von zwei unterschiedlichen Netzfrequenzen kann in Japan zwischen den beiden Frequenzsystemen Leistung nur mittels HGÜ-Kurzkupplungen übertragen werden. Ein Beispiel dafür ist die Anlage in Shizuoka.
Da HGÜ-Kurzkupplungen nicht verlustfrei arbeiten und oft auch die maximal mögliche Übertragungsleistung bestimmen, werden derartige Anlagen innerhalb synchronisierter Netze im Regelfall nicht eingesetzt. Vorhandene Anlagen werden deshalb auch in der Regel stillgelegt, wenn zwei zuvor nicht synchron betriebene Netze miteinander synchronisiert wurden, was dann einen direkten Energieaustausch ermöglicht.

### Energieübertragung über weite Entfernungen
Die HGÜ-Technik dient der Energieübertragung durch Gleichstrom über weite Entfernungen – dies sind Entfernungen von rund 750 km aufwärts –, da die HGÜ ab bestimmten Entfernungen trotz der zusätzlichen Konverterverluste in Summe geringere Übertragungsverluste als die Übertragung mit Dreiphasenwechselstrom aufweist. Beispiele sind die unvollendete HGÜ Ekibastus–Zentrum in Sibirien, die 1700 km lange HGÜ Inga-Shaba im Kongo und die über 1000 km lange HGÜ Québec–Neuengland zwischen Kanada und den USA. In Europa bestehen aufgrund der vergleichsweise geringen Entfernungen zwischen Elektrizitätswerken und Verbrauchern bislang keine HGÜ-Anlagen in diesem Längenbereich.
Die bei großen Entfernungen wesentlichen Leitungsverluste ohne Konverterverluste betragen bei realisierten Anlagen wie der NorNed (allerdings eine Seekabelverbindung und keine Freileitung zwischen Norwegen und den Niederlanden) bei einer übertragenen Leistung von 600 MW (85 % der Nennleistung) und einer Leitungslänge von 580 km rund 3,7 %, was etwa 6,4 % relativen Verlusten auf 1000 km Leitungslänge entspricht. Bei erwogenen und bisher nicht realisierten Projekten wie Desertec oder dem Europäischen Supergrid wird bei einer 5000 km langen HGÜ-Leitung mit 800 kV von Leitungsverlusten um 14 % ausgegangen. Dies entspricht rund 2,8 % relativen Leitungsverlusten auf 1000 km.

### Energieübertragung mittels HGÜ-Seekabeln

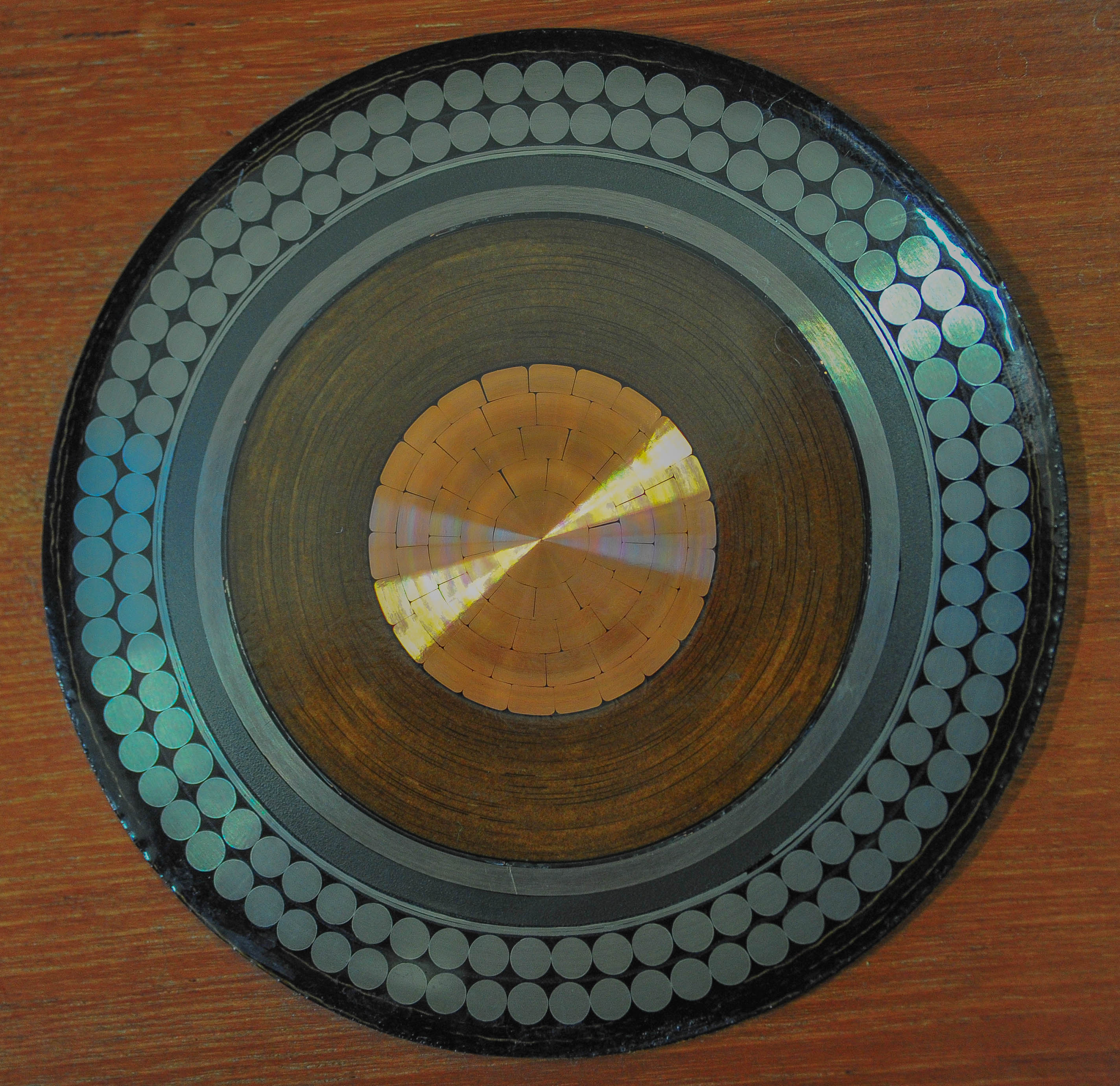
Schnitt durch ein HGÜ-Seekabel für 350 kV, installiert bei der HGÜ Inter-Island

Die Hochspannungs-Gleichstrom-Übertragung dient auch der Energieübertragung über vergleichbar kurze Distanzen von einigen zehn bis zu einigen hundert Kilometern, wenn das Übertragungskabel konstruktionsbedingt einen sehr hohen kapazitiven Belag aufweist. Ein Betrieb mit Drehstrom ist dann nicht wirtschaftlich, da dabei eine hohe Blindleistung zum ständigen Umladen der Kabelkapazität aufgebracht werden müsste. Bei der Verbindung von Stromnetzen und der Anbindung von Windparks über das Meer kommt fast immer nur ein Seekabel in Frage, weshalb sich in diesem Anwendungsbereich fast ausnahmslos HGÜ-Kabelsysteme finden. Europäische Beispiele sind das Seekabel NorNed zwischen Norwegen und den Niederlanden, das Seekabel Baltic Cable zwischen Schweden und Deutschland oder BritNed zwischen Großbritannien und den Niederlanden.
Zudem werden Anschlüsse von Offshore-Windparks, die in größerer Entfernung vor der Küste liegen, zumeist mittels HGÜ ans Netz angeschlossen. Bei diesen Anlagen geht man davon aus, dass HGÜ-Systeme ab ca. 55 bis 70 km Kabellänge wirtschaftlicher sind als eine herkömmliche Anbindung in Hochspannungsdrehstromtechnik.
Bei monopolaren Einleiter-HGÜ-Seekabeln gibt es eine Besonderheit: Die Polaritätsumschaltung kommt bei Richtungsänderung des Leistungsflusses vor, wo die Gestaltung der Erderanlagen und die netzgeführten Stromrichter auf eine fixe Stromrichtung ausgelegt ist. Bei Betrieb mit hoher Gleichspannung kommt es nach einiger Zeit zu einer Ansammlung von Raumladungen im Dielektrikum zwischen Innen- und Außenleiter im Kabel. Dies ist Folge unterschiedlich hoher elektrischer Leitfähigkeit, die wiederum durch das radiale Temperaturgefälle vom Innenleiter zum kühleren Außenbereich bedingt ist. Bei einem schlagartigen Polaritätswechsel zur Richtungsumkehr des Leistungsflusses würde es durch die sich nur langsam abbauenden Raumladungen im Dielektrikum zu starken Feldüberhöhungen kommen, die materialzerstörende Teilentladungen im Isolierstoff auslösen. Aus diesem Grund muss bei netzgeführten monopolaren HGÜ-Seekabelanlagen wie z. B. bei der HGÜ Italien–Griechenland bei einer Richtungsumkehr des Leistungsflusses eine bestimmte Zeitspanne von einigen 10 Minuten abgewartet werden, bis man die Leitung wieder verwendet.

### Energieübertragung mittels HGÜ-Kabeln über Land
Von See an Land ankommende Kabel werden als Erdkabel verlängert, welches entweder an einem Übergangspunkt zu einer HGÜ-Freileitung oder der Stromrichterstation endet. Bei einigen Off-Shore-HGÜ-Anbindungen ist die Landkabelstrecke auch länger als die zugehörige Seekabelstrecke.
Die erste HGÜ-Landkabelverbindung war die von 1941 bis 1945 zwischen Dessau und Berlin-Marienfelde errichtete Leitung des Elbe-Projekts, welche allerdings wegen des 2. Weltkrieges nicht mehr in Betrieb ging. Ihre Komponenten wurden von der sowjetischen Besatzungsmacht für den Aufbau einer experimentellen HGÜ zwischen Kaschira und Moskau verwendet.
Von 1975 bis 1987 existierte zwischen Kingsnorth und London eine Anlage zur Hochspannungsgleichstromübertragung, welche als Landkabel ausgeführt war.
Weitere reine HGÜ-Landkabelverbindungen, wie der Sydvästlänken zwischen Norwegen und Südschweden, wurden erst nach der Jahrtausendwende realisiert. Der Abschnitt Barkeryd–Hurva der Sydvästlänken ist überwiegend entlang der Autobahn E4 als VPE-Kunststoffkabel mit einer Nennspannung von ±300 kV verlegt. Das System besteht aus zwei parallelen HGÜ-Erdkabelsystemen, die eine Übertragungsleistung von jeweils rund 600 MW aufweisen.

### Sonderanwendungen
Daneben wird die Technik der HGÜ in kleinerem Umfang auch für spezielle Lösungen angewandt, wie im Rahmen von Flexible-AC-Transmission-System (FACTS), um mit der Technik Unified-Power-Flow-Controller (UPFC) auf einzelnen Leitungen in Dreiphasenwechselstromnetzen gezielte Lastflusssteuerungen mittels Quer- und Längsregelung vorzunehmen.

### Geologische Messungen
Bestehende HGÜ-Anlagen mit geerdetem Rückleiter oder geerdetem Mittelpunkt wurden auch zu geophysikalischen Messungen herangezogen, indem man an verschiedenen Orten den Rückstrom durch die Erde misst.

## Ausführung

### Stromrichteranlagen

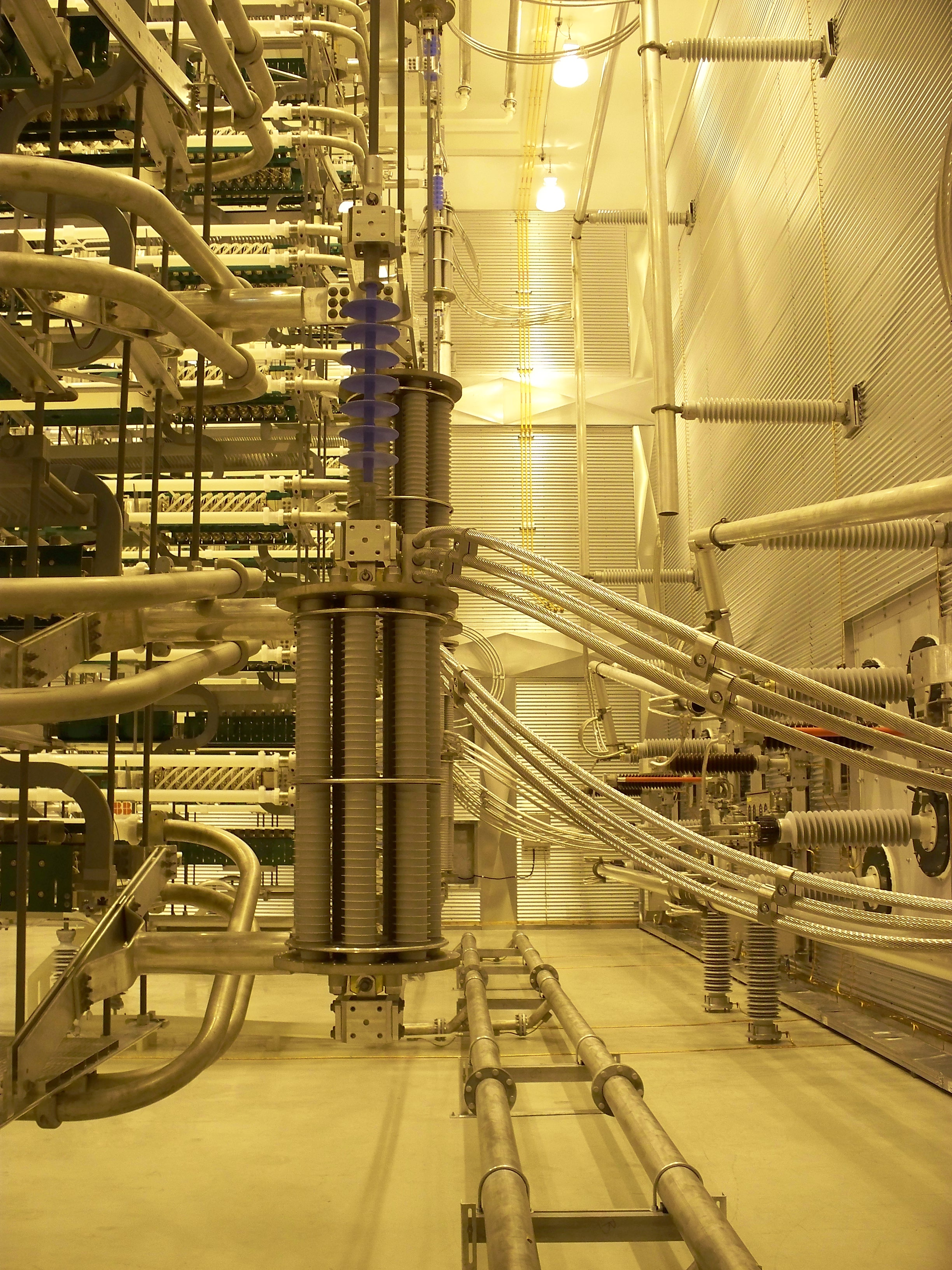
Innenraum der Hydro One/Hydro-Québec-HGÜ-Kurzkupplung

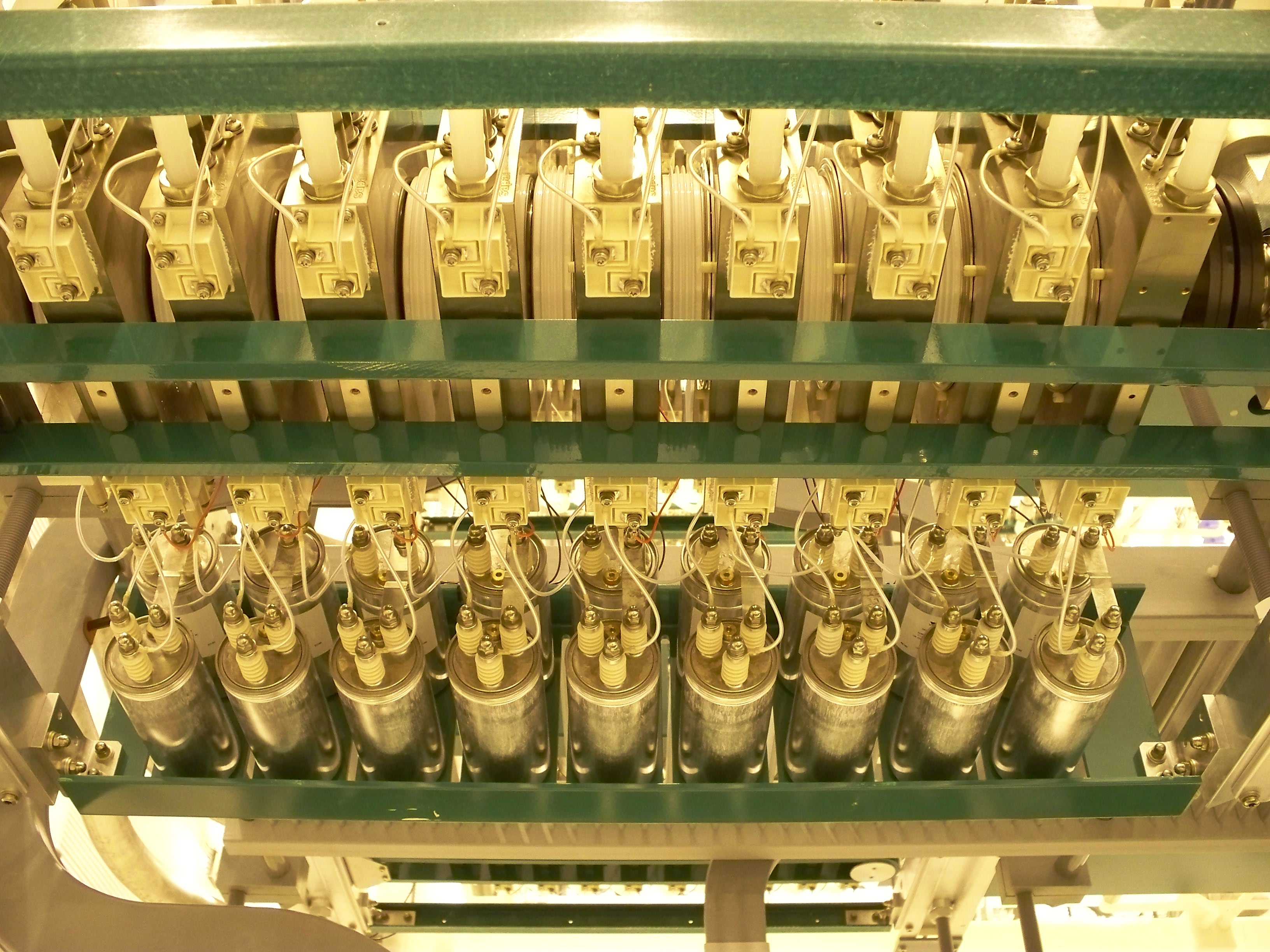
Thyristoren mit Ansteuerelektronik und Kühleinrichtung in einer Anlage der Firma Hydro-Québec

An beiden Enden einer Hochspannungs-Gleichstrom-Übertragungsanlage befindet sich eine Stromrichterstation, auch Konverterstation genannt. Sie enthält neben den Steuerungsanlagen im Wesentlichen die Stromrichter sowie meist im Außenbereich neben der Halle die Stromrichtertransformatoren, Glättungsdrosseln und Oberschwingungsfilter. Die verwendeten Stromrichter können im Regelfall in beide Richtungen sowohl als Gleich- als auch als Wechselrichter arbeiten und so in beide Richtungen Energie übertragen. Es gibt auch spezielle HGÜ wie die Pacific DC Intertie an der Westküste der USA oder die HVDC Inter-Island Link in Neuseeland, welche die elektrische Leistung nur in einer Richtung übertragen können.
Der Innenraum einer HGÜ-Stromrichterhalle mit dem Wechselrichter ist im Regelfall wegen der elektromagnetischen Verträglichkeit komplett metallisch vom Außenbereich geschirmt und kann wegen der hohen Feldstärken und Gefährdungen durch Stromschläge im Betrieb nicht betreten werden. Als Stromrichter werden die Anlagen in Zwölfpulsschaltung geschaltete Thyristoren oder IGBTs verwendet, In alten Anlagen kamen Quecksilberdampfgleichrichter in sehr großer Bauweise zum Einsatz. In der Anfangszeit der Technik der HGÜ wurde auch mit Lichtbogenstromrichtern experimentiert, wie bei der HGÜ-Versuchsanlage Lehrte-Misburg.
Es wird bei den Stromrichtern grundsätzlich im Aufbau zwischen den netzgeführten Stromrichtern, auch als englisch Line Commutated Converters (LCC), Current Source Converters bezeichnet, und den selbstständig kommutierenden Stromrichtern englisch Voltage Source Converters (VSC) unterschieden. LCC sind typischerweise mit Thyristoren, früher Quecksilberdampfgleichrichter, aufgebaut und bedingen, dass im Wechselspannungsnetz hinreichend starke Wechselspannungsquellen wie Synchrongeneratoren in Betrieb sind, welche die für die Umrichtung notwendigen Nulldurchgänge der Netzspannung liefern. Der Umstand liegt daran begründet, dass bei Thyristoren zwar deren Einschaltzeitpunkt gesteuert werden kann, aber die Ausschaltung erst bei Unterschreiten eines bestimmten Haltestroms erfolgt, also fest von den Polarisationswechseln des Wechselspannungsnetzes abhängt. LCC basierende Stromrichter können daher auch nicht als einzige Quelle Inselnetze auf Wechselspannungsseite versorgen. Im Gegensatz dazu kann bei VSC, diese Umrichter sind im Regelfall mittels IGBTs aufgebaut, der Ein- und der Ausschaltzeitpunkt gesteuert werden, womit eine selbstständige Kommutierung ohne zusätzliche Wechselspannungsquellen auf Wechselspannungsseite möglich sind.
Um die erforderlichen Sperrspannungen von über 500 kV zu erreichen, werden jeweils mehrere dutzend Thyristoren/IGBT in Reihe geschaltet und zu einem so genannten Thyristorturm zusammengefasst, da die Sperrspannung pro Thyristor/IGBT technisch bedingt nur einige Kilovolt beträgt. Alle in Reihe geschalteten Thyristoren/IGBTs müssen fast gleichzeitig binnen einer Mikrosekunde durchschalten, um einen Schaden infolge ungleicher Spannungsaufteilung am Wechselrichter zu vermeiden.
Die Thyristoren oder IGBT können wegen der Potentialunterschiede und der hohen Änderungsrate der Spannung nicht direkt elektrisch angesteuert werden, sondern die Signale werden mit Lichtwellenleitern übertragen. Bei den heute nicht mehr im regulären Betrieb befindlichen Anlagen mit Quecksilberdampfgleichrichtern erfolgte die Übermittlung der Zündimpulse mittels Hochfrequenz.
Zur Abführung der Verlustleistung von den Halbleitern werden flüssige Kühlmittel wie reines Wasser verwendet, das in elektrisch isolierten Rohrsystemen durch die Konverterhalle zu den einzelnen Thyristoren/IGBTs gepumpt wird. Die Verlustwärme wird im Außenbereich der Halle über Wärmetauscher an die Umgebungsluft abgegeben. Die bei LCC im Gleichstromkreis nötige Glättungsspule dient dazu, die Restwelligkeit des Gleichstroms zu reduzieren. Sie kann als Luft- oder Eisendrossel ausgeführt sein, typische Induktivitäten liegen zwischen 0,1 und 1 Henry.
Mit den Transformatoren auf der Wechselspannungsseite wird nicht nur die hohe Spannung erzeugt, sie unterdrücken daneben mit ihrer Induktivität und Schaltungsweise (Serienschaltung von Dreieck- und Sternschaltung, siehe Zwölfpulsgleichrichter) auch bereits zahlreiche Oberschwingungen und liefern die bei LCC zum Umrichterbetrieb nötige Blindleistung. Zusätzliche und externe Oberschwingungsfilter unterdrücken weitere unerwünschte Oberschwingungen, insbesondere bei LCC-Stromrichtern. Bei Anlagen in Zwölfpulsschaltung müssen im Wesentlichen nur die 12. und die 24. Harmonische unterdrückt werden. Hierfür reichen auf die 12. und 24. Harmonische abgestimmte Saugkreise aus. In Sonderfällen ist auch der Betrieb von LCC ohne zusätzliche Einrichtungen zur Bereitstellung von nötiger Blindleistung möglich, wie z. B. in der Station Wolgograd der HGÜ Wolgograd-Donbass, da dort die Synchrongeneratoren im Wasserkraftwerk Wolgograd diese Funktion übernehmen. Bei Stromrichtern, welche als VSC ausgeführt sind, benötigen zur Umrichtung keine zusätzliche Blindleistung und können auch im Umfang reduzierten oder ohne Oberschwingungsfilter realisiert werden.

### Leitungsanlagen und Erder

Blockschema einer monopolaren HGÜ

Blockschema einer bipolaren HGÜ

Die Übertragung kann sowohl monopolar als auch bipolar erfolgen.
- Monopolar bedeutet in diesem Zusammenhang, dass eine Gleichspannung mit einem bestimmten Nennwert wie z. B. +450 kV vorliegt, wobei jeweils ein Pol an den beiden Leitungsenden geerdet ist und daher ein Leiterseil ausreicht (Erde als „Rückleiter“).

- Bipolar bedeutet, dass im Gegensatz zur monopolaren HGÜ zwei metallische Leiter eingesetzt werden, wobei auf mittlerem Potential geerdet wird: ein Leiter, der gegenüber dem Erdpotential eine positive Spannung aufweist, und ein Leiter, der gegenüber dem Erdpotential eine negative Spannung aufweist, beispielsweise ±450 kV. In diesem Fall beträgt die Gleichspannung zwischen den beiden Leitern die doppelte Spannung wie zwischen einem Leiter und Erde, also in diesem Beispiel 900 kV. Je nach Ausführung kann auch ein metallischer Rückleiter mitgeführt werden, der in seinem Verlauf gegenüber der Erde isoliert geführt wird. Dann ist bei Ausfall einer Leitung der Weiterbetrieb mit halber Spannung möglich. Die bipolare Variante hat den Vorteil, dass das Magnetfeld des Stroms im Rückleiter das des Hinleiters ziemlich gut kompensiert, da sie gegenläufig orientiert sind. Nach etlichen Metern ist die Feldstärke unter dem des schwachen Erdmagnetfeldes, umso mehr je dichter Hin- und Rückleitung angeordnet sind.

Bei einer bipolaren Anlage dient die Erdung des Mittenpotentials dazu, Schäden an der Isolation wegen einer ungleichmäßigen Spannungsaufteilung zwischen den Leitern zu vermeiden, da die Isolation der beiden Leiter gegen Erdpotential erfolgt. Der Erder führt bei bipolaren Anlagen keinen Betriebsstrom, sondern nur einen kleinen Ausgleichstrom. Bei einer monopolaren HGÜ wird der Betriebsstrom der Anlage von einigen Kiloampere über den Erder geführt. Entsprechend großräumig, mit einer Ausdehnung von einigen Kilometern, muss die Erderanlage ausgeführt sein und gut leitfähig, beispielsweise in Küstennähe im Meer oder im Bereich von Flüssen, im Erdreich verankert sein. Wie bei jedem Erder ist für einen geringen Erdungswiderstand primär die Fläche und Form des Erders und die elektrische Leitfähigkeit in unmittelbarer Nähe des Erders bestimmend. Aufgrund der großen Querschnittsfläche spielt die elektrische Leitfähigkeit des restlichen Erdmaterials zwischen den beiden Erderelektroden der weit voneinander entfernten HGÜ-Konverteranlagen praktisch keine Rolle.
Bipolare Anlagen können auch so ausgelegt werden, dass bedarfsweise auch ein Betrieb als zwei parallelgeschaltete Monopole oder als ein einzelner Monopol möglich ist. Dies wurde bei der HGÜ Inga-Shaba realisiert. Ohne metallischen Rückleiter führt der Gleichstrom dann je nach Stromrichtung und verwendetem Material zu einer elektrolytischen Zersetzung am Erder. Insbesondere die Anode unterliegt einem Zersetzungsprozess, ähnlich einer Opferanode, weshalb sie beispielsweise aus Petrolkoks oder in Form von Titannetzen ausgeführt sind. Kathoden können als große blanke Kupferringe ausgeführt sein. Zahlreiche bipolare Anlagen sind so ausgelegt, dass auch ein monopolarer Betrieb möglich ist. Wenn wie in diesen Fällen Elektroden sowohl als Kathode als auch als Anode dienen sollen, müssen alle korrosionsfest ausgelegt oder alternativ ein metallischer Rückleiter vorhanden sein.
HG-Freileitungen besitzen meist zwei Leiterseile. Häufig werden monopolare Leitungen für einen späteren bipolaren Ausbau mit zwei Leiterseilen ausgestattet, die, solange der bipolare Ausbau nicht vollzogen wurde, parallelgeschaltet werden oder von denen eines als Niederspannungsleiter für die Erder dient. Fast immer wird die Ein-Ebenen-Anordnung der Leiterseile angewandt.

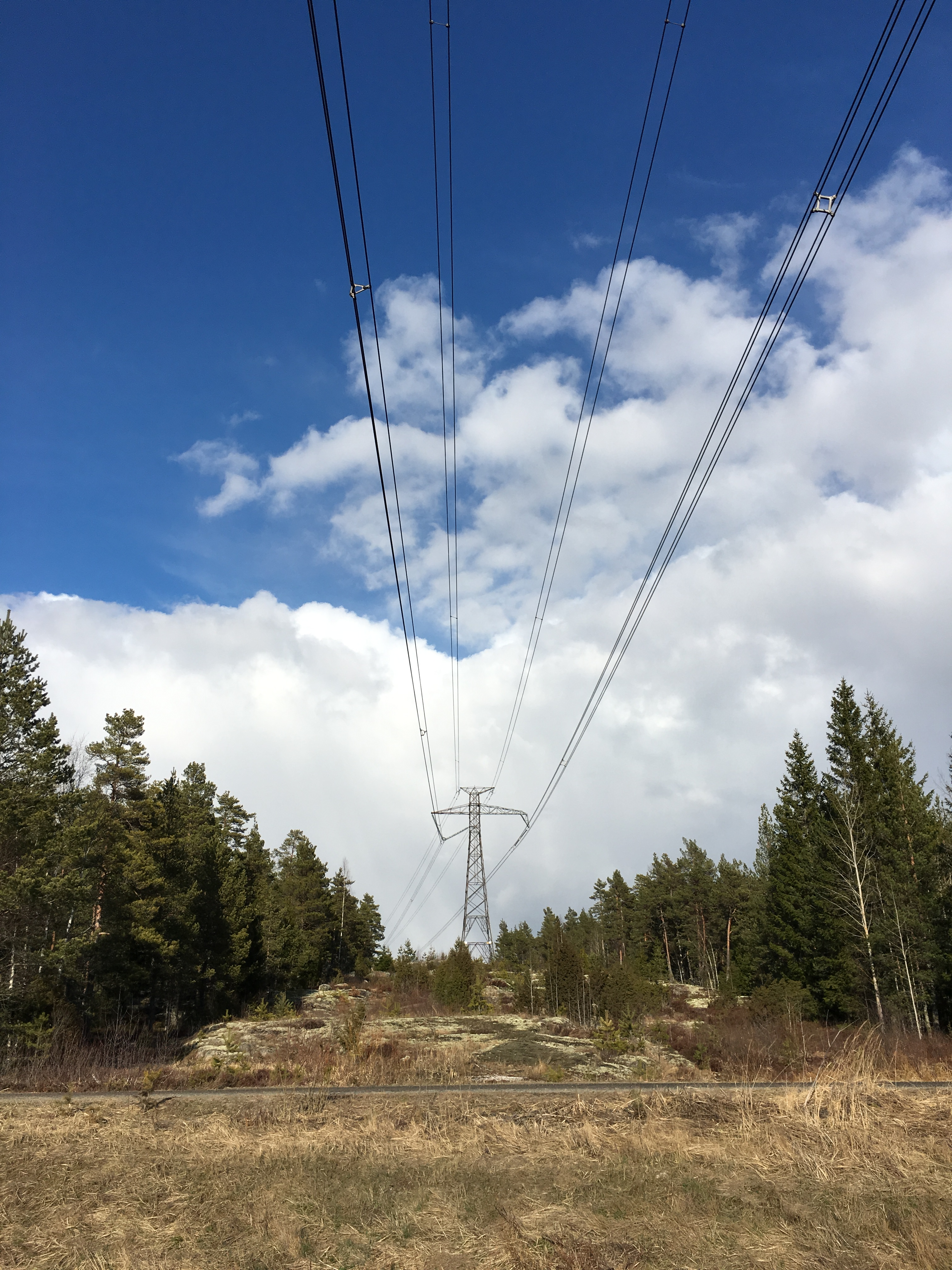
HGÜ Fenno-Skan mit Elektrodenleitungen als Erdseile

Der Leiter für die Erdungselektrode kann auch die Funktion als Erdseil übernehmen, da er über die Erdungselektrode sehr niederohmig geerdet ist. Er muss aber, um elektrochemische Korrosion der Masten zu vermeiden, an diesen isoliert befestigt sein. Zur Ableitung von Blitzströmen sind daher Funkenstrecken an den Isolatoren nötig.
Zur Vermeidung elektrochemischer Korrosion darf die Erdungselektrode nicht unmittelbar an der Leitungs-Trasse liegen, sodass zumindest für das letzte Stück der Elektrodenleitung eine separate Trassenführung nötig ist. Diese kann, wie auch im Fall der nicht parallelen Verlegung der Elektrodenleitung zur Hochspannungstrasse, entweder als Freileitung (ähnlich wie eine Mittelspannungsleitung), als Erdkabel oder als Kombination von Freileitung und Erdkabel ausgelegt sein. Die Isolation der Elektrodenleitung ist meist für eine Betriebsspannung von etwa 10 bis 20 kV (Mittelspannungsbereich) ausgelegt.

## Vorteile

Blindleistung Q bei 50 Hz pro Kilometer Länge einer 380-kV-Freileitung, eines Gasisolierten Rohrleiters (GIL) und eines Erdkabels in Abhängigkeit der übertragenen Leistung S. Bei induktiver Blindleistung ist Q > 0, bei kapazitiver Q < 0.

Bei den verbreiteten Dreiphasendrehstromnetzen sind stets Verbindungen mit mindestens drei Leitersträngen nötig. Demgegenüber kommt die Gleichstromübertragung mit zwei, bei Nutzung der Erde als zweitem Pol sogar nur einem einzigen Leiter aus. Dies spart sowohl beim Leitungsmaterial als auch der Freileitungsanlage (Masten und Isolatoren etc.) hohe Kosten.
Die HGÜ erlaubt eine Energieübertragung durch Unterseekabel über lange Strecken. Durch den prinzipbedingten Aufbau eines Kabels mit Außenabschirmung und Innenleiter hat ein Unterseekabel im Vergleich zu einer Freileitung einen hohen Kapazitätsbelag. Dieser erzeugt bei Wechselspannung Blindströme, die das Kabel zusätzlich belasten. Bei Drehstromleitungen ist eine Blindleistungskompensation der Leitung erforderlich, damit das Kabel etwa mit der natürlichen Leistung belastet wird. In gewissen Abständen müssen daher Kompensationsspulen entlang der Leitung installiert werden. Dies ist bei Seekabeln nur mit hohem technischen Aufwand möglich. Deshalb wird ab etwa 70 km Übertragungslänge unter Wasser die HGÜ eingesetzt. Die Unterschiede sind im nebenstehenden Bild gezeigt und werden anhand der Übertragung von 1500 MVA über eine Distanz von 500 km erläutert.
- Bei einer Freileitung beträgt die gesamte Blindleistung 500 km · 3,8 Mvar/km = 1900 Mvar
(induktiv; bewirkt einen um 60 % höheren Stromfluss und um 160 % höhere ohmsche Verluste).
- Bei einem Kabelsystem beträgt die gesamte Blindleistung 500 km · 8 Mvar/km = 4000 Mvar
(kapazitiv; bewirkt einen um 185 % höheren Stromfluss und um 710 % höhere ohmsche Verluste)
- Bei Gleichstrom gibt es keine Blindleistung.

Durch diesen Umstand können HGÜ-Leitungen über größere Distanzen mehr Leistung übertragen als vergleichbare Wechselstromsysteme, und beispielsweise HGÜ-Trassen bei gleicher Übertragungsleistung um mehr als die Hälfte schmaler gebaut werden.
Bei Gleichstrom tritt der Skin-Effekt nicht in Erscheinung, der bei Wechselstrom zur Stromverdrängung an die Ränder des Leitungsquerschnitts führt. Daher können große Leitungsquerschnitte besser ausgenutzt werden als bei einer vergleichbaren Wechselstromübertragung.
Bei Gleichspannung ist die Spitzenspannung gleich der Nennspannung, bei Wechselspannung ist sie um 41 % höher.
Bei Gleichspannung treten in der Kabelisolation keine dielektrischen Verluste auf. Bei Freileitungen sind bei Gleichspannung die Verluste durch Koronaentladungen geringer als bei einer gleich hohen Wechselspannung; sie erfordern bei Wechselspannung schon bei niedrigeren Spannungen über etwa 100 kV Bündelleiter, um die Feldstärke an der Leiteroberfläche zu verringern.
Während innerhalb eines Wechselstromnetzes zwingend eine Synchronisierung erforderlich ist, entfällt dies bei der Gleichstromübertragung. HGÜ wird auch manchmal auf Zwischenverbindungen in einem großen räumlich ausgedehnten synchronen Wechselstromnetz verwendet. Ein Beispiel einer solchen Strecke ist die HGÜ Italien–Griechenland innerhalb des synchronen europäischen Verbundnetzes zwischen dem italienischen Ort Galatina und dem ca. 300 km entfernten Ort Arachthos in Griechenland – allerdings ist hier HGÜ schon wegen der Länge des Seekabels nötig.

## Nachteile
Nachteilig ist der – im Vergleich mit einem Transformator – höhere technische Aufwand bei Gleichstrom für die Stromrichter (Stromkonverter). Die Stromrichterstationen sind im Vergleich zu Drehstromtransformatoren zudem nur wenig überlastbar. Die im Außenbereich der Stromrichterstation aufgestellten Stromrichtertransformatoren erzeugen durch die Oberschwingungen mehr Lärm als vergleichbare Drehstromtransformatoren.
Bei kurzen Verbindungen sind die Verluste, die im Stromrichter entstehen, größer als die Verringerung der Verluste in der Leitung durch die Verwendung von Gleichstrom, weshalb die HGÜ für kurze Übertragungsstrecken meist nicht sinnvoll ist. Ausnahmen stellen die HGÜ-Kurzkupplungen dar, mit denen zueinander asynchrone Drehstromnetze nur mit Gleichstromtechnik und unter Inkaufnahme der hohen Konverterverluste verbunden werden können.
Bei hohen Gleichspannungen ergeben sich Probleme durch inhomogene Isolierstrecken, z. B. auch durch Verschmutzung und Benetzung durch Regenwasser (Freiluftanlagen) auf den Isolatoroberflächen und Leiterdurchführungen. Inhomogenitäten in Isolierstoffen und auf Oberflächen führen anders als bei Wechselspannung zu einer Verzerrung des elektrischen Feldes. Aus diesem Grund werden bei HGÜ deutlich längere Isolatoren als bei Wechselspannung verwendet. Isolierstoffe und Isolatorkonstruktionen müssen spezielle Eigenschaften besitzen, um die Homogenität des Feldes zu erhalten. Ursache der Feldverzerrung sind inhomogene spezifische Volumen- und Oberflächenwiderstände, die ihrerseits stark temperatur- und feldstärkeabhängig sind.

## Geschichte

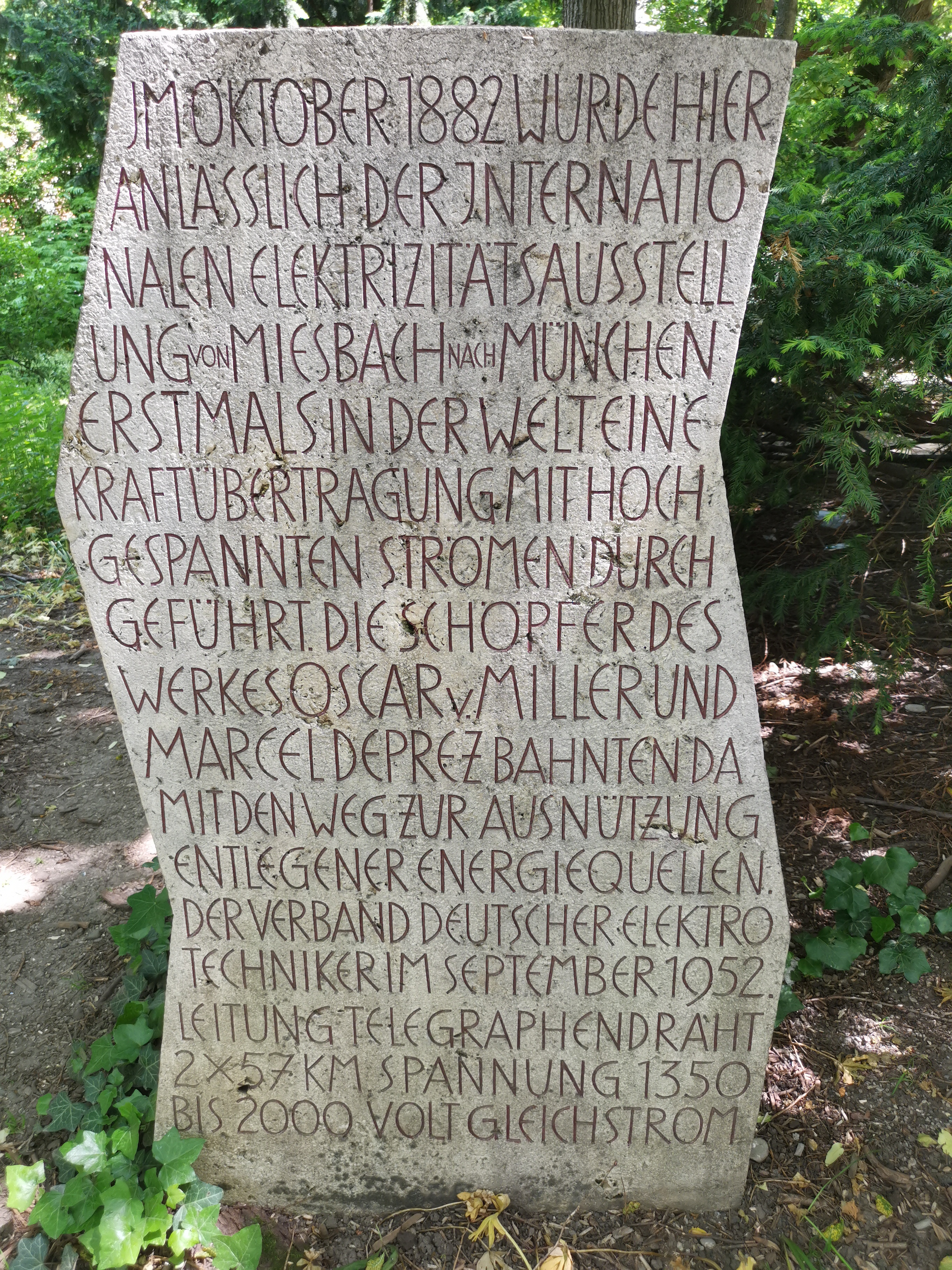
Gedenkstein im Alten Botanischen Garten München

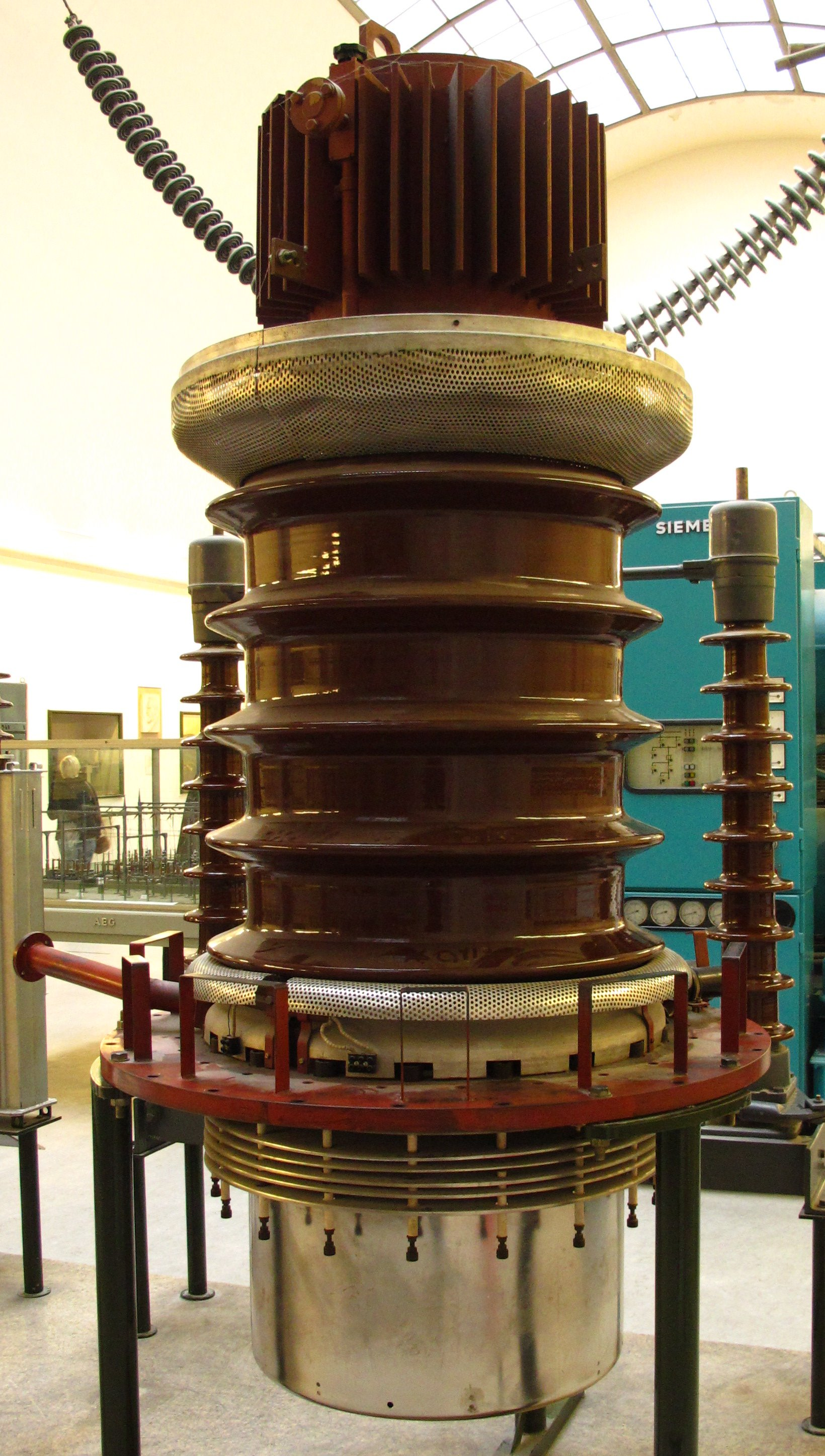
Prototyp eines Quecksilberdampf-Stromrichters aus dem Jahr 1965

Der erste Versuch einer Fernübertragung mit Gleichstrom fand 1882 von Miesbach nach München statt. Kleinere und eher der Mittelspannung zuzurechnende Anlagen entstanden ab den 1890er Jahren besonders in Italien und der Schweiz, beispielsweise St-Maurice–Lausanne (22 kV, 3,7 MW, 56 km; 1902). Die erste HGÜ-Anlage war das Lyon–Moûtiers-System mit einer 180 km langen Freileitung bei 100 kV bipolarer Spannung und 14,7 MW Übertragungsleistung im Endausbau. Die Anlage war von 1906 bis 1936 in Betrieb und funktionierte ohne Umrichtwerke. Die elektrische Energie wurde mittels in Reihe geschalteter Gleichstromgeneratoren direkt in einem Wasserkraftwerk in Pomblière bei Moûtiers erzeugt und von Gleichstrommaschinen in Lyon zum Betrieb der elektrischen Straßenbahn umgesetzt. All diese Anlagen basierten auf elektro-mechanischen Umformern. Erst in den 1930er Jahren wurden Anlagen mit Stromrichtern entwickelt.
Die erste deutsche HGÜ-Anlage war die ab 1941 begonnene, aber nie in Betrieb gegangene bipolare Kabelübertragung des sogenannten Elbe-Projekts zwischen dem Braunkohle-Kraftwerk Vockerode (bei Dessau) und Berlin (symmetrische Spannung von 200 kV gegen Erde, maximale Übertragungsleistung 60 MW). Diese Anlage wurde von der sowjetischen Besatzungsmacht abgebaut und 1950 zum Aufbau einer 100 Km langen, monopolaren Hochspannungsgleichstromleitung mit einer Übertragungsleistung von 30 MW und einer Betriebsspannung von 200 kV zwischen Moskau und Kaschira genutzt. Diese Leitung ist inzwischen stillgelegt. Als Konkurrenzprojekt war eine auf Lichtbogenstromrichtern basierende Anlage zwischen den Umspannwerken Umspannwerk Lehrte-Ahlten und Hallendorf (Salzgitter) geplant. Diese sollte mit einer Spannung von 300 kV eine Leistung von 150 MW auf einer umgewidmeten 220 kV-Freileitung übertragen. Tatsächlich in Betrieb war hingegen nur die HGÜ-Versuchsstrecke Lehrte-Misburg, die unter Verwendung von Lichtbogenstromrichtern eine Leistung von bis zu 12 MW bei 80 kV bei einer Übertragungslänge von 5 km erreichte.
1954 wurde eine HGÜ-Anlage zwischen der schwedischen Insel Gotland und dem schwedischen Festland in Betrieb genommen. Die älteste noch bestehende HGÜ-Anlage ist die Kontiskan 1 zwischen Dänemark und Schweden.
Wesentliche Arbeiten zur Verbesserung der HGÜ-Technik wurden in den 1960er Jahren vom schwedischen Elektroingenieur Uno Lamm getätigt. Nach ihm ist die Auszeichnung Uno Lamm Award benannt, welche jährlich seit 1981 von der IEEE Power Engineering Society für wesentliche Arbeiten auf dem Gebiet der HGÜ-Technik vergeben wird.
1972 wurde im kanadischen Eel River die erste HGÜ-Anlage mit Thyristoren in Betrieb genommen und 1975 in England die HGÜ Kingsnorth zwischen dem Kraftwerk Kingsnorth und der Innenstadt von London mit Quecksilberdampfgleichrichtern. Am 15. März 1979 ging eine HGÜ-Übertragungsleitung zwischen Cahora Bassa in Mosambik und dem Ballungsraum Johannesburg in Südafrika (1420 km) mit ±533 kV und 1920 MW in Betrieb. Diese Leitung wurde von einem Konsortium aus AEG, BBC und Siemens gebaut. Das Fenno-Skan zwischen Schweden und Finnland wurde 1989 in Betrieb genommen.
1985 wurden die beiden HGÜ-Leitungen vom Wasserkraftwerk Itaipú (Paraguay/Brasilien) am Paraná-Fluss nach São Paulo in Brasilien als die damals Leistungsstärksten in Betrieb gestellt (siehe auch Liste der HGÜ-Anlagen).
In Deutschland entstand von 1991 bis 1993 die erste HGÜ-Anlage in Form der HGÜ-Kurzkupplung in Etzenricht.
1994 ging die 262 Km lange Gleichstromleitung Baltic Cable zwischen Lübeck-Herrenwyk und Kruseberg in Schweden in Betrieb, der 1995 die 170 Km lange vollständig verkabelte Kontek zwischen Bentwisch bei Rostock und Bjæverskov Sogn in Dänemark folgte.
Mit 580 km ist die Ende September 2008 in Betrieb genommene NorNed genannte Verbindung zwischen Feda bei Kvinesdal in Norwegen und Eemshaven in den Niederlanden derzeit (2019) die längste Unterseeverbindung. Die Betreiber sind die norwegische Statnett und die niederländische Tennet TSO.
im Januar 2014 wurde in der Volksrepublik China zwischen dem autonomen Gebiet Xinjiang und der Stadt Zhengzhou über 2200 km Entfernung der kommerzielle Betrieb der Südliche HGÜ Hami–Zhengzhou mit einer Übertragungsspannung von ±800 kV und einer Übertragungsleistung von 8000 MW aufgenommen.
Anfang 2019 wurde die erste 1100-kV-HGÜ-Verbindung in Betrieb genommen. Die Leitung zwischen Changji und Guquan hat bei einer Länge von 3284 km eine Übertragungsleistung von 12 GW und ist mit Stand Anfang 2019 die leistungsfähigste HGÜ-Leitung.

## Ausblick
Auf HGÜ-Technik basierende kontinentale Stromnetze werden als wichtiger Bestandteil erneuerbarer Energiesysteme gesehen, da sie in der Lage sind, die regional unterschiedliche Einspeisung erneuerbarer Energien teilweise auszugleichen und somit den Bedarf an Stromspeichern reduzieren. Als Alternative zur HGÜ-Technik mit netzgeführten Stromrichtern mit Stromzwischenkreis kommen zunehmend Technologien mit selbstgeführten Stromrichtern mit Spannungszwischenkreis zum Einsatz. Dabei werden als schaltende Elemente zum Beispiel IGBTs genutzt. Solche Anlagen werden aber bisher nur für kleinere Leistungen eingesetzt.
In Deutschland sind im Netzentwicklungsplan Strom mehrere Vorhaben für den Bau von HGÜ-Leitungen enthalten. Geplant und im Bundesbedarfsplangesetz festgelegt sind folgende Leitungen, die vorrangig als Erdkabel ausgeführt werden sollen:
- Vorhaben 1: A-Nord von Emden Ost in Niedersachsen nach Osterath in Nordrhein-Westfalen (Vorhabenträger Amprion), geplante Inbetriebnahme 2027[veraltet][26]
- Vorhaben 2: Ultranet, von Osterath nach Philippsburg in Baden-Württemberg (Vorhabenträger Amprion und TransnetBW), geplante Inbetriebnahme 2024[veraltet][27]
- Vorhaben 3: Südlink von Brunsbüttel in Schleswig-Holstein nach Großgartach in Baden-Württemberg (Vorhabenträger Tennet und TransnetBW), geplante Inbetriebnahme 2026[28]
- Vorhaben 4: Südlink von Wilster in Schleswig-Holstein nach Grafenrheinfeld in Bayern (Vorhabenträger Tennet und TransnetBW), geplante Inbetriebnahme 2026[29]
- Vorhaben 5: Südostlink von Wolmirstedt in Sachsen-Anhalt zum Umspannwerk Isar in Bayern (Vorhabenträger 50Hertz Transmission und Tennet), geplante Inbetriebnahme 2025[30]

Im November 2012 gab die Firma ABB bekannt, einen Gleichstrom-Leistungsschalter für hohe Spannungen und Ströme entwickelt zu haben und in Pilotprojekten einsetzen zu wollen. ABB gibt an, 70 HGÜs und damit die Hälfte der weltweit errichteten HGÜ-Anlagen ausgestattet zu haben.
Der Aufbau eines vermaschten HGÜ-Netzes würde dadurch erheblich erleichtert. Der Schutzschalter besteht aus einer Kombination von elektronischen und mechanischen Elementen.
Um die notwendigen Genehmigungsverfahren bei HGÜ-Trassen zu vereinfachen, wird auch erwogen, bestehende oder geplante Strecken von Drehstromleitungen durch HGÜ-Leitungen zu ersetzen.
Einen noch deutlich geringeren Platzbedarf als bei HGÜ-Leitungen und damit eine größere öffentliche Akzeptanz versprechen supraleitende Kabel, die wahlweise mit Dreh- oder Gleichstrom betrieben werden können. Die Technik, die gegenüber HGÜ nochmals geringere Verluste aufweist, steht bisher noch am Anfang ihrer Kommerzialisierung, mit Stand Dezember 2015 existieren erst wenige realisierte Anwendungen im Kurzstreckenbereich.
Ein etwa 1000 km langes Kabel wird erwogen,[veraltet] um Strom von Geothermiekraftwerken in Island nach Großbritannien zu leiten.

### HGÜ-Netze
Gleichstromnetze müssen anders gesteuert werden als Drehstrom-Hochspannungs-Übertragungsysteme. In vermaschten Wechselstromnetzen wie dem Verbundnetz werden die Lastflüsse in einzelnen Leitungen durch gezielte Phasenschiebungen gesteuert. Im Wechselspiel mit der auf den Leitungen anliegenden Blindleistung ergibt sich so, welches Kraftwerk welchen Teil der Gesamtleistung in das Verbundnetz einspeist.
Gleichstromnetze können hingegen nur über die Höhe der elektrischen Spannung an bestimmten Knotenpunkten des Netzes gesteuert werden. Der Strom folgt dann der Spannung gemäß dem Widerstand der Leitungen zwischen den einzelnen Stationen: Wenn eine einspeisende Station mehr Strom einspeisen will, muss sie entsprechend ihre Spannung erhöhen, wenn eine entnehmende Station mehr Strom (und damit auch mehr Leistung) entnehmen will, muss sie entsprechend ihre Spannung senken. Grundsätzlich sind die HGÜ-Konverterstationen bereits in der Lage, ihre Spannung entsprechend kleinstufig anzupassen, aber die nötige Steuersoftware muss noch implementiert werden.
Als weiteres Problem kommt hinzu, dass es in einem vermaschten HGÜ-Netz eine Möglichkeit geben muss, eine defekte HGÜ-Konverterstation oder ein defektes HGÜ-Kabel bei einem Kurzschluss auch unter Last vom Netz zu trennen, damit die anderen Teile des Netzes sicher weiterarbeiten können. Mechanische Wechselstrom-Leistungsschalter eignen sich jedoch nicht für Gleichstrom. Grund hierfür sind die hohen Spannungen und Ströme, die mehr als ausreichen, um zwischen den beiden Polen eines sich öffnenden Schalters einen Lichtbogen zu zünden. Durch die Induktivität der Leitung steigt im Moment des Trennens die Spannung am Leitungsende sogar noch über die Nennspannung. Es ist daher sogar erwünscht, dass der aufgrund des induktiven Spannungsanstiegs unvermeidbare Lichtbogen im (gekapselten) Schalter entsteht und nicht etwa in anderen Teilen der Anlage, wo Lichtbögen schwere Schäden verursachen können. Bei 50 Hz Netzfrequenz sinkt die Spannung jedoch hundert Mal pro Sekunde auf null, und während dieser Nulldurchgänge erlischt der Lichtbogen im Schalter von selbst. Geeignete Medien im Schalter (i. d. R. Transformatorenöl und/oder das Gas SF6) verhindern dann, dass der Lichtbogen sofort erneut zündet. Dadurch können Wechselstrom-Leistungsschalter auch im Fall eines Kurzschlusses binnen weniger 10 ms den Stromfluss auf unter 1 A reduzieren. Mechanische Trenner unterbrechen in einem zweiten Schritt dann den Stromfluss vollständig. Bei Gleichstrom gibt es jedoch keine Nulldurchgänge, und der Lichtbogen erlischt nicht.
Vermaschte HGÜ-Netze zum Aufbau intelligenter Stromnetze sind mit Stand 2017 Gegenstand der Forschung (CIGRE WG B4.52 u. a.). Im April 2013 hat CIGRE Working Group B4.52 eine Machbarkeitsstudie für HGÜ-Netze vorgelegt. Darin werden wesentliche Parameter von HGÜ-Netzen untersucht. Die Studie kommt zu der Schlussfolgerung, dass HGÜ-Netze machbar sind und die HGÜ-Konverterstationen nicht teurer als gegenwärtig installierte sein werden. Zur Umsetzung weiterer technischer Aspekte von HGÜ-Netzen wurden im Rahmen der Erarbeitung der Studie die CIGRE Working Grops B4.56 bis B4.60 gegründet, die sich mit Grid Codes, Modellentwicklung für Konverter, Lastfluss- und Spannungsregelung, Netzschutz und Zuverlässigkeit von HGÜ-Netzen befassen.
Weiters sind hybride Leistungsschalter verfügbar, die durch die Kombination von mechanischen Schaltern und elektronischen IGBTs eine Gleichstromverbindung bei 320 kV Nennspannung, 2 kA Nennstrom und 9 kA Kurzschlussstrom binnen 5 ms zuverlässig abschalten können. Höhere Spannungen können durch Serienschaltung mehrerer Schalter, höhere Ströme durch Parallelschaltung erreicht werden. Im geschlossenen Fall betragen die Verluste dieses Hybridschalters dann nur noch etwa 0,01 % der durchfließenden Leistung.
Es gibt Stand 2016 einzelne HGÜ mit einfachen Abzweigungen wie SACOI (HGÜ Italien-Korsika-Sardinien).